# Перший зимовий похід
Пе́рший зимови́й похі́д — похід Армії Української Народної Республіки тилами Червоної та Добровольчої армій під проводом Михайла Омеляновича-Павленка (6 грудня 1919 — 6 травня 1920 рр.)
Головним завданням Зимового походу було збереження присутності української армії на українській території, у ворожому запіллі, шляхом партизанських дій, в той час, як її Головний Отаман Петлюра, відповідаючи за державні справи, перебував зі своїм штабом у Варшаві.
Наприкінці листопада 1919 року рештки Наддніпрянської Армії УНР (Галицька армія, через замирення Петлюри з поляками (частина дослідників трактує його як зрадницьке), змушена була після 6 листопада 1919 р. увійти до складу російської армії генерала Денікіна) опинилися у так званому «трикутнику смерті» (Любар — Чортория — Миропіль). Тут українські війська були в оточенні трьох ворожих армій — Червоної, Добровольчої та польської (з якою на той час було досягнуто примирення); до того ж українські частини потерпали від епідемії тифу.
6 грудня 1919 р. на військовій нараді у Новій Чорториї було остаточно вирішено здійснити боєздатними частинами армії УНР партизанський похід тилами денікінців. У поході тилами більшовиків і денікінців взяло участь близько 5000 осіб. Проте сам бойовий склад частин нараховував 2000 багнетів, 1000 шабель та 14 гармат. 50 % загальної кількості складали штаби частин, нестройові частини, обози.
21 січня 1920 року в селі Гусівка, Єлисаветського повіту відбулася нарада командирів дивізій армії Зимового походу, вирішено прорвати більшовицьке запілля окремими колонами, рухаючись до району Черкаси — Чигирин — Канів. До складу південної колони отамана М. Омеляновича-Павленка увійшла Запорізька дивізія, 3-й кінний полк і штаб армії, до складу північної колони отамана Ю. Тютюнника — Київська та Волинська дивізії. Колони рухались різними маршрутами, дезорганізуючи комунікації Червоної армії.

## Бойовий склад

Розвідники полку ім. Костя Гордієнка під час Зимового Походу 1919—1920 рр. (Федір Грінченко)

Перед походом армію поділили на чотири збірні групи:
- Запорізька збірна група, або Запорізький корпус, з усіма частинами, що до нього раніше входили, за винятком Гайдамацької бригади Волоха, яка перейшла на бік Червоної армії.
- Київська збірна група, що складалася з 5-ї та 12-ї Селянських дивізій, полку Морської піхоти, частин Залізної дивізії та залишки Корпусу Січових стрільців.
- Волинська Збірна група, що складалася з 1-го збірного полку (до складу якого входили й рештки Північної дивізії), 2-го збірного пішого полку, решток 2-ї дивізії («Запорізької Січі»), 4-го полку сірожупанників (походженням з 4-ї дивізії сірожупанників), 2-го кінного полку ім. М. Залізняка, кінного полку ім. Гетьмана Мазепи та Волинської гарматної бригади, що утворилась з решток гарматних частин згаданих вище 3-х дивізій.
- 3-тя Стрілецька дивізія, або група, до складу якої входили частини тієї ж 3-ї стрілецької дивізії та Спільна Юнацька школа.

Українська армія Зимового походу складалась із:
- Запорізької дивізії отамана Гулого-Гуленка
- Волинської дивізії отамана Никоніва
- Київської дивізії отамана Ю. Тютюнника
- Галицької кінної бригади отамана Шепаровича
- Окремого кінного полку полковника Чижевського
- Кінної сотні Штабу Армії

Бойовий склад Дієвої армії УНР Зимового походу на 6 травня 1920 року налічував 4319 осіб, 2100 багнетів і 580 шабель, 81 кулемет, 12 гармат.

## Маршрут
Детальний опис маршруту Армії Української Народної Республіки у Першому зимовому поході наведений у спогадах Михайла Омеляновича-Павленка.

## Бої
За весь похід запіллям ворога пройдено 2500 кілометрів, проведено понад 50 успішних боїв.
Маршрут Першого Зимового походу пролягав територіями нинішніх Житомирської (Романівський, Любарський, Чуднівський р-ни), Київської (Тетіївський р-н), Черкаської (майже всі райони), Кіровоградської (майже всі райони), Миколаївської (Врадіївський, Доманівський, Вознесенський, Єланецький, Новобугський, Казанський р-ни), Одеської (Миколаївський, Любашівський, Ананіївський, Балтський р-ни), Вінницької (в 1919 — Хмільницький, Калинівський, Козятинський, Липовецький, Погребищенський, Оратівський, закінчення походу — Чечельницький, Бершадський, Тростянецький, Крижопільський, Томашпільський, Ямпільський, Тульчинський, Піщанський р-ни).
Основні битви були під Липовцем, Жашковом, Уманню, Каневом, Черкасами, Смілою, Золотоношею, Ольвіополем, Голованівськом, Гайсином, Вознесенськом, Ананьївом і Балтою.

## Наслідки і значення
За оцінками воєнних істориків перший Зимовий похід Армії УНР є найгероїчнішою сторінкою воєнного мистецтва періоду Української революції (1917—1921 рр.), під час якого українська армія вперше вдало застосувала партизанські методи боротьби з численними ворогами. Досягнута головна мета — збережена армія УНР. Зимовий похід був зразком партизанської війни.
Усі учасники Зимового походу, що повернулися, були нагороджені орденом Залізного Хреста, який у системі відзначень українського війська посідав перше місце".
Стратегічне значення Зимового Походу можна коротко звести до таких пунктів:
1. Армія, якій загрожувало цілковите знищення, не лише була збережена, а й виконала намічену операцію; дух війська, пригноблений невдачами осені 1919 року, знову піднявся.
2. Зимовий Похід пришвидшив ліквідацію Добровольчої армії Денікіна.
3. Завдяки Зимовому Походові в українській державності не було перерви між роками 1919 і 1920. Елементи державності — влада, населення, територія — всі ці 5 місяців були в руках Української Народної Республіки — в різний час, в різних місцях, але все на території України.
4. Існування армії Зимового Походу уможливило українській делегації у Варшаві твердіше ставитися до свого польського контр-партнера, ніж коли б уряд український не мав жодної збройної сили.
5. Зимовий Похід спричинився до значного піднесення національної свідомості серед широких мас українського населення. Завдяки Зимовому Походові т. зв. «білий рух» був остаточно скомпрометований. Українське населення остаточно пізнало всю облуду тих гасел, що їх несла армія Денікіна. Українські частини населення зустрічало з радістю, як своє військо і свою владу.
6. Це піднесення національної свідомості було настільки сильне, що і більшовикам довелося змінити свою тактику. Коли в році 1919 вони йшли в Україну, то йшли як інтернаціоналісти, зневажавши все українське. Портрети Шевченка нищили, українську мову вважали ознакою контрреволюції. У 1920 році Народний комісаріат військових справ видав свій відомий декрет, в якому наказував цілком інакше ставитися до українського населення. Власне, з цього часу починається НЕП в національному питанні, що провадив до так званої «українізації». Більшовики побачили, що потрібні інші методи боротьби, ніж заборона і нищення. Послаблення тиску на українство в результаті спричинило спонтанний розвиток української культури, що носить назву українського відродження 20-тих років.
7. Нарешті, Зимовий Похід створив і залишив назавжди традиції української збройної боротьби в запіллі ворога, традиції, що чверть століття пізніше воскресли у справах і чинах різних повстанських груп в Україні.

## Вшанування
У місті Ананьїв Одеської області з 19 червня 2018 р. будувався перший на Одещині пам'ятник присвячений воякам Армії Української Народної Республіки — пам'ятний знак «Землякам — учасникам Першого Зимового походу Армії УНР». Ініціатива пам'ятного знаку належала громадськості — благодійному фонду «Героїка», який цілий рік збирав кошти для цієї ідеї серед українців усього світу. Офіційний дозвіл на будівництво був наданий «Героїці» виконавчим комітетом Ананьївської міської ради 30 березня 2017 р. 15 вересня 2018 року пам'ятник було урочисто відкрито.
23 серпня 2019 року 28-ма окрема механізована бригада ЗСУ отримала почесну назву: «імені Лицарів Зимового походу».
У січні 2024 року у Самарському районі Дніпра з'явилась вулиця Зимових Походів УНР.
26 липня 2024 року у Кривому Розі вулиця Симбірцева перейменована на вулицю Зимових Походів.